# Juozas Sperauskas
Juozas Sperauskas (* 14. März 1957 in der Rajongemeinde Šakiai) ist ein litauischer Politiker, Bürgermeister von Joniškis.

## Leben
Nach dem Abitur 1974 in Plokščiai bei Šakiai absolvierte Juozas Sperauskas 1979 das Diplomstudium der Medizin an der Vilniaus universitetas in Vilnius. Von 1990 bis 1997 war Sperauskas Mitglied im Rat der Rajongemeinde Joniškis. 1990 wurde er als Sąjūdis-Kandidat im Wahlbezirk  Statybininkų Nr. 5 ausgewählt. Danach wurde er zum Ratsvorsitzenden der Gemeinde. Von 1995 bis 1997 leitete er die Rajongemeinde als Bürgermeister. Dann arbeitete er als stellvertretender Direktor und Leiter der Abteilung für allgemeine Angelegenheiten der Verwaltung  der Rajongemeinde Mažeikiai. 
Von 1993 bis 1999 war Sperauskas Mitglied von Tėvynės sąjunga (Lietuvos konservatoriai).
Sperauskas ist verheiratet und hat zwei Kinder. Seine Frau ist Ärztin.